# Угунскрустс (символ)

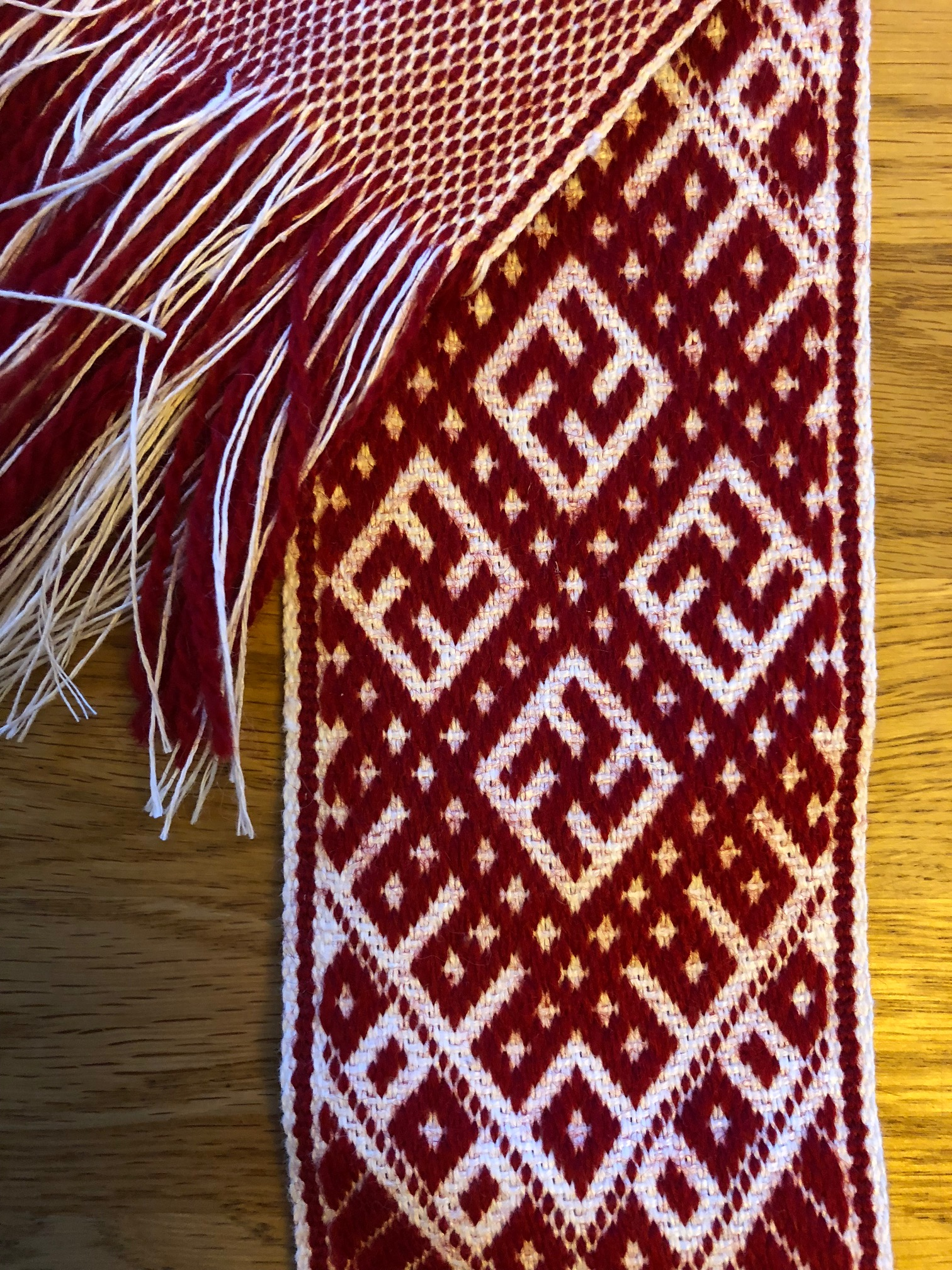
Пояс лиелвардского типа с угунскрустсом.

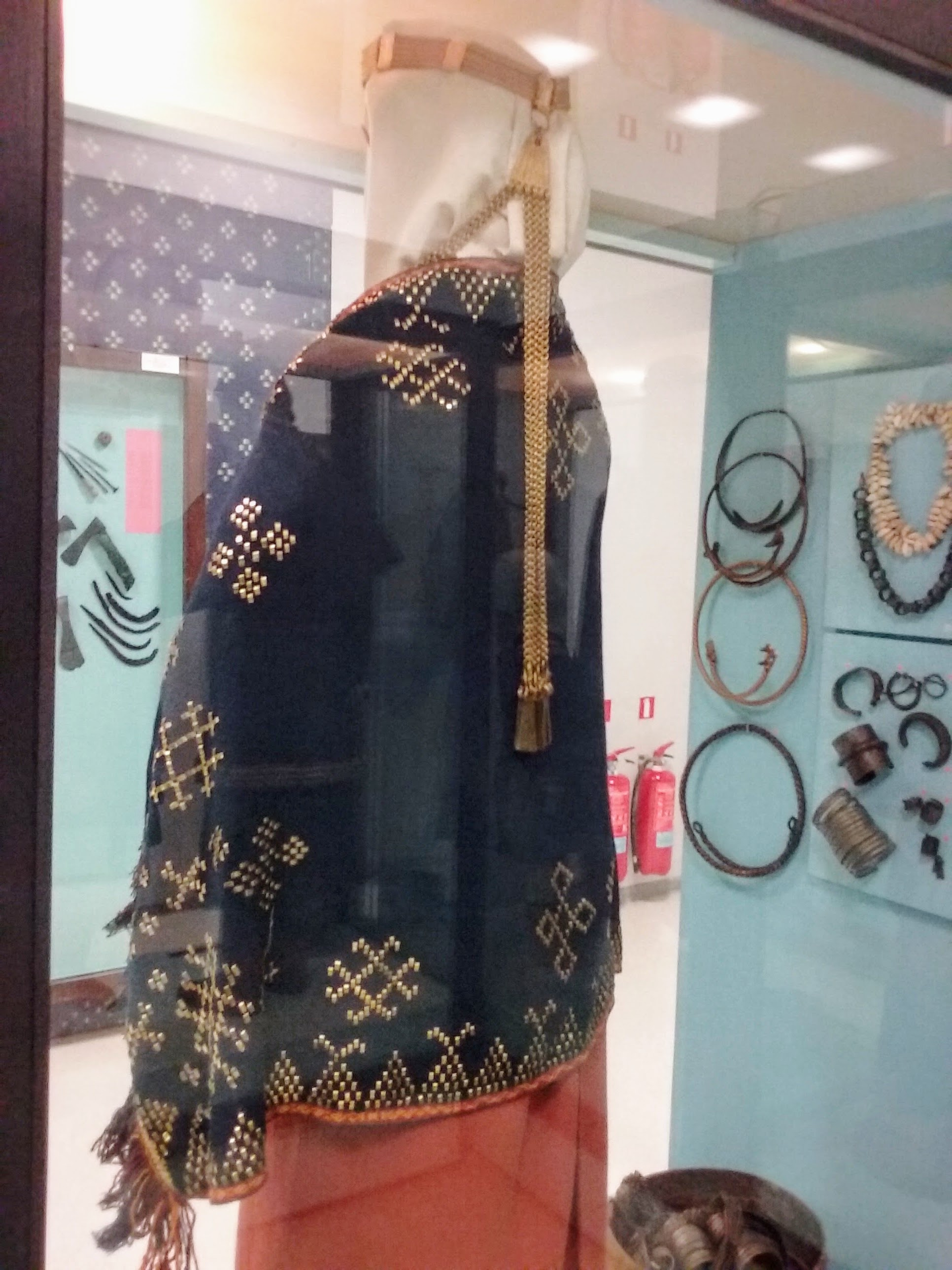
Реконструкция латгальского женского украшения, наденного при раскопках в Карну Айнавас (XII век). Шерсть, латунь. Выставка Национального исторического музея Латвии

У́гунскрустс (латыш. ugunskrusts — «огненный крест»; другие название — Крест Огня, Крест Грома (Громовой крест), Крест Перуна (Перунов крест), Крест Ветвей, Крест Лаймы) — древний графический символ латышской мифологии, который исторически был символом движения, жизни, Солнца, света, благополучия. По форме имеет вид свастики и часто встречается в традиционных тканях и вышивках. В середине XX века этот символ приобрёл дурную репутацию, так как правосторонняя свастика стала эмблемой национал-социализма и III Рейха, поэтому в Европе и Северной Америке любая разновидность свастики ассоциируется с нацизмом.
В латышской мифологии угунскрустс — один из символов Лаймы, богини счастья и судьбы, покровительницы ро́дов — символизирует вращающееся действие, которое объединяет различные силы и события мира в единую нить времени и судьбы. Балтийские угунскрустсы имеют строгую геометрическую и пропорциональную структуру.
Некоторые исследователи считают, что угунскрустс произошёл от символа солнца, который уже был известен как кольцо или крест с замкнутым кольцом. В последующем развитии он потерял кольцо, но получил палочки, чтобы таким образом отмечать движение Солнца. Другие исследователи истолковывают угунскрустс как символ плодородия или творения.

## Значение символа
Древние латыши считали угунскрустс сильным энергетическим знаком. Различные вариации были приписаны разному «качеству энергии» и использовались в определённых случаях. Эти вариации встречаются во многих орнаментах.
Громовой крест (крест Перконса) известен уже с III—IV веков, что подтверждается открытиями, сделанными археологами во время раскопок. В раннем железном веке он изображен, например, на латгальских бронзовых украшениях и эмалированных брошках финно-угорских племён.
Огненный или Громовой крест символизирует и привлекает счастье, энергию, огонь, гром и ветер. Этот знак имеет очень большое количество вариаций. Угунскрустс связан с Солнцем, Перконсом и Лаймой, поэтому он изображался на детских кроватках, а также на детских поясах. Когда-то в Аугшземе существовал обычай при рождении ребёнка на стропилах дома вешали деревянный угунскрустс, который снимали только после смерти человека. Этот знак, как и знак Юмиса, часто встречается на священных камнях, а также широко используется в амулетах, ювелирных изделиях и украшениях. Также угунскрустс размещали на поясах, брошках, перчатках, носках и рубашках, чтобы защитить владельца от зла. В данном случае Перконас действовал как преследователь всех злых сил.
В поясах и в других местах орнамента соседние кресты часто соединялись так, чтобы один следовал движению Солнца, а другой — в противоположном направлении.
В некоторых орнаментах угунскрустс был зашифрован: в продольных ленточных композициях использовалась только половина или даже четверть символа, а свободное пространство заполнялось другими знаками.